# Apnea ai Giochi mondiali 2025
Le competizioni di apnea ai Giochi mondiali 2025 si sono svolte dal 10 all'11 agosto 2025 al Chengdu Sport University Sancha Lake Campus Natatorium di Chengdu, in Cina.

## Podi

### Uomini
| Specialità                                | Oro                 | Argento                  | Bronzo                |
| Dinamica con pinne (dettagli)             | Mateusz Malina      | Alexey Molchanov         | Mauro Generali        |
| Dinamica senza pinne (dettagli)           | Mateusz Malina      | Rolando Salgado Martinez | Vanja Peleš           |
| Dinamica con pinne FFS1-FFS2 (dettagli)   | Long Dengxi         | Casper Marti-Beckmann    | Alexandre Boscari     |
| Dinamica senza pinne FFS1-FFS2 (dettagli) | Long Dengxi         | Alexandre Boscari        | Casper Marti-Beckmann |
| Dinamica senza pinne FFS3-FFS4 (dettagli) | Alessandro Cianfoni | Alexander Kusakin        | Fabrizio Pagani       |

### Donne
| Specialità                                | Oro             | Argento                  | Bronzo                   |
| Dinamica con pinne (dettagli)             | Zsófia Törőcsik | Julia Kozerska           | Mirela Kardašević        |
| Dinamica senza pinne (dettagli)           | Julia Kozerska  | Zsófia Törőcsik          | Magdalena Solich-Talanda |
| Dinamica con pinne FFS1-FFS2 (dettagli)   | Huang Shiyu     | Marta Pozzi              | María Rodríguez Angarita |
| Dinamica senza pinne FFS1-FFS2 (dettagli) | Huang Jingqiu   | María Rodríguez Angarita | Marta Pozzi              |
| Dinamica senza pinne FFS3-FFS4 (dettagli) | Ilenia Colanero | Katia Aere               | non assegnata.           |

## Medagliere
| Posiz. | Nazione                     | Oro | Argento | Bronzo | Totale |
| ------ | --------------------------- | --- | ------- | ------ | ------ |
| 1      | Cina                        | 4   | 0       | 0      | 4      |
| 2      | Polonia                     | 3   | 1       | 1      | 5      |
| 3      | Italia                      | 2   | 2       | 3      | 7      |
| 4      | Ungheria                    | 1   | 1       | 0      | 2      |
| 5      | Atleti Individuali Neutrali | 0   | 2       | 0      | 2      |
| 6      | Colombia                    | 0   | 1       | 1      | 2      |
| 6      | Danimarca                   | 0   | 1       | 1      | 2      |
| 6      | Francia                     | 0   | 1       | 1      | 2      |
| 9      | Cuba                        | 0   | 1       | 0      | 1      |
| 10     | Croazia                     | 0   | 0       | 1      | 1      |
| Totale | Totale                      | 10  | 10      | 9      | 29     |